# Rescued from an Eagle's Nest
Rescued from an Eagle's Nest è un cortometraggio muto del 1908 diretto da J. Searle Dawley.

## Trama
Una famiglia si vede portar via da un'aquila il proprio bambino, che è poi salvato dall'intervento di un boscaiolo che lo sottrae al nido del rapace.

## Produzione
Il film fu prodotto dalla Edison Manufacturing Company. Venne girato il 2 e l'11 gennaio 1908, a New York e a Palisades, nel New Jersey.

## Distribuzione
Distribuito dalla Edison Manufacturing Company, il film uscì nelle sale cinematografiche degli Stati Uniti il 16 gennaio 1908. In Ungheria, prese il titolo Kimentés a sas fészkéböl.
Rimasterizzato, nel 2002 il film è uscito distribuito in DVD.

### Conservazione
Una copia del film - un negativo in nitrato 35 mm - è conservata negli archivi del Museum of Modern Art di New York.